# Hyalonema simile
Hyalonema simile är en svampdjursart som beskrevs av Schulze 1904. Hyalonema simile ingår i släktet Hyalonema och familjen Hyalonematidae. Inga underarter finns listade i Catalogue of Life.